# نظرية النشاط التاريخي الثقافي
نظرية النشاط التاريخي الثقافي (والتي تختصر إلى CHAT) هي الإطار النظري الذي يساعد على فهم وتحليل العلاقة بين الذهن البشري (ما يفكر فيه الناس وما يشعرون به) وبين النشاط البشري (ما يفعله الناس). ترجع أصول النظرية إلى مؤسسي المدرسة التاريخية الثقافية لعلم النفس الروسي؛ ليف فيغوتسكي وأليكسي ليونتيف. كانت وجهة نظر فيغوتسكي الفاحصة الهامة لديناميات الوعي هي أن يتسم بالذاتية بشكل أساسي، ويتشكل من خلال تاريخ الخبرة الثقافية والاجتماعية لكل فرد. وقد جذبت نظرية النشاط الاهتمام المتزايد بين الأكاديميين في شتى أنحاء العالم، منذ تسعينيات القرن العشرين على وجه خاص. وتُعرَّف النظرية في مكان آخر، بوصفها إطار عابر للتخصصات يهدف إلى دراسة كيفية تحويل البشر للواقع الاجتماعي والطبيعي، بما في ذلك أنفسهم، بشكل مقصود، إلى عملية مستمرة، قائمة تاريخيًا وثقافيًا بوساطة اجتماعية ومادية. وتتمثل الأفكار الأساسية في: (1) يسلك البشر بشكل جمعي، ويتعلمون عن طريق العمل، ويتواصلون من خلال أفعالهم؛ (2) يصنع البشر أدوات من كل نوع ويستخدمونها ويكيفونها من أجل التعلم والتواصل؛ (3) يحتل المجتمع مكانة مركزية بالنسبة لعملية خلق وتفسير المعنى –وهكذا بالنسبة لكافة أشكال التعلم والتواصل والسلوك. وصاغ مايكل كول مصطلح نظرية النشاط التاريخي الثقافي CHAT ونشره اوريو إنغستروم من أجل تدعيم وحدة ما تحول، بحلول تسعينيات القرن العشرين، إلى تيارات متعددة تعود لأعمال فيغوتسكي.

## نظرة عامة تاريخية

### الأصول: روسيا الثورية
تعود النظرية بأصولها إلى المادية الجدلية والفلسفة الألمانية الكلاسيكية، وأعمال ليف فيغوتسكي وألكسي ليونتيف وألكسندر لوريا، المعروفين باسم «الترويكا المؤسِسة» (أو الثلاثية المؤسِسة) للمقاربة التاريخية الثقافية في علم النفس الاجتماعي. وقد صاغوا مفهوم النشاط أو الفعالية، متأثرين بروح أطروحات كارل ماركس عن فويرباخ، بمعنى «النشاط ذو الوسيط الأدواتي، الموجه نحو الهدف»، وبذلك يكونوا قد ابتعدوا بشكل جذري عن المدرسة السلوكية وعلم المُنعكسات الذين سيطروا على علم النفس في بواكير عشرينيات القرن العشرين. واستطاعوا تجاوز الثنائية الديكارتية بين الذات والموضوع وبين الداخلي والخارجي وبين الأشخاص والمجتمع وبين الوعي الداخلي للأفراد وعالم المجتمع الخارجي، عن طريق دمجهم لمفاهيم التاريخ والثقافة في فهم النشاط البشري. وقد نشر ليف فيغوتسكي، الذي أنشأ أصول علم النفس التاريخي الثقافي استنادًا على مفهوم التوسط، ستة كتب حول موضوعات سيكولوجية خلال حياته العملية والتي امتدت لعشر سنوات فقط. وتوفى فيغوتسكي نتيجة مرض السل في عام 1934 عن عمر يناهز 37 عامًا. عمل أليكسي ليونتيف مع ليف فيغوتسكي وألكسندر لوريا منذ عام 1924 وحتى عام 1930، وقد تعاونوا في تطوير علم نفسٍ ماركسي. ترك ليونتيف مجموعة فيغوتسكي في موسكو عام 1931، ليشغل منصبًا في خاركوف. وانضم إليه هناك علماء نفس محليون بما في ذلك بيوتر غالبيرين وبيوتر زينتشنكو. واستمر في العمل مع فيغوتسكي لبعض الوقت ولكن كان هناك شقاق في خاتمة المطاف على الرغم من أنهم استمروا في التواصل مع بعضهم البعض حول موضوعات علمية. عاد ليونتيف إلى موسكو في عام 1934. وعلى النقيض من الاعتقاد الشائع، فلم يُحظر عمل فيغوتسكي بحد ذاته أبدًا في روسيا السوفيتية خلال عهد ستالين. وأصبح أليكسي ليونتيف في عام 1950 رئيسًا لقسم علم النفس في كلية الفلسفة بجامعة لومونوسوف موسكو الحكومية (MGU). وأصبح هذا القسم كلية مستقلة في عام 1966 نتيجة لجهوده الشاقة بشكل أساسي. واستمر هناك حتى وفاته في عام 1979. أصبحت صياغة ليونتيف لنظرية النشاط، بعد عام 1962، هي الأساس الرسمي الجديد لعلم النفس السوفيتي. وحدث الاتصال مع الغرب، خلال العقدين بين تراجع قمع البحث العلمي في روسيا وبين موت أتباع فيغوتسكي.

### التطورات في الغرب
وصل مايكل كول، الذي كان طالب تبادل دراسي شابًا في الدراسات العليا في علم النفس بجامعة إنديانا، إلى موسكو في عام 1962، بغرض مهمة بحثية لمدة عام واحد تحت إشراف ألكسندر لوريا. كان مدركًا تمامًا للفجوة بين علم النفس الأمريكي وعلم النفس السوفيتي، ويُعد واحدًا من أوائل الغربيين الذين قدموا فكرة فيغوتسكي ولوريا إلى العالم الأنجلو-سكسوني. وتكفل ذلك بالإضافة التدفق المستمر من الكتب المترجمة من اللغة الروسية، بتشكل تدريجي لأساس صلب في علم النفس الثقافي في الغرب. قضى جيمس ويرتش، وهو باحث أمريكي آخر، عامًا في موسكو بوصفه زميل ما بعد الدكتوراة من أجل دراسة اللغويات وعلم النفس العصبي، وذلك بعد حصوله على درجة الدكتوراة من جامعة شيكاغو في عام 1975. أصبح ويرتش فيما بعد أحد أبرز الخبراء الغربيين في علم النفس السوفيتي. ويعتبر مركز بحث النشاط والنمو والتعلم الذي أسسه اوريو إنغستروم بجامعة هلسنكي (الذي يختصر إلى CRADLE)، من الأماكن الرئيسية بين المجموعات التي تدعم البحوث المتعلقة بنظرية النشاط التاريخي الثقافي. نظم اوريو إنغستروم في عام 1982 مؤتمرًا للنشاط، يُزعم بأنه المؤتمر الأول من نوعه في أوروبا، للتركيز على موضوعات التدريس والتعليم، وأُقيم المؤتمر في مدينة إسبو (فنلندا) بمشاركة الخبراء من بلدان أوروبا الغربية والشرقية على حد سواء. تلى ذلك مؤتمر آرهوس (الدنمارك) في عام 1983، ومؤتمر أوترخت (هولندا) في عام 1984. استضافت كلية الفنون في برلين الغربية في أكتوبر 1986، المؤتمر الدولي الأول في نظرية النشاط (ISCAR). وكان ذلك أيضًا المجهود الأول لجمع الباحثين والمُنظرين والفلاسفة تحت سقف واحد للعمل معًا في تراث علماء النفس السوفييت ليونتيف وفيغوتسكي. وعُقد المؤتمر الدولي الثاني في مدينة لاهتي (فنلندا) عام 1990. وأصبح هذا المؤتمر الدولي مؤسسةً قانونية رسمية لها لوائحها الداخلية في مدينة أمستردام عام 1992. وكان هناك مؤتمرات دولية أخرى في نظرية النشاط: روما 1993 وموسكو 1995 وآرهوس 1998 وأمستردام 2002، عندما دُمج مؤتمر البحوث السوسيو-ثقافية مع المؤتمر الدولي لنظرية النشاط. وتنظم المؤسسة المسئولة عن المؤتمر الدولي لنظرية النشاط (ISCAR) مؤتمرًا دوليًا كل ثلاث سنوات: إشبيلية (إسبانيا) 2005؛ سان دييجو (الولايات المتحدة) 2008؛ روما (إيطاليا) 2011؛ سدني (أستراليا) 2014؛ كيبك (كندا) 2017.
تعززت النتائج المترتبة على نظرية النشاط في التطور التنظيمي في السنوات الأخير بشكل أكبر، نتيجة لأعمال فريق اوريو إنغستروم في مركز نظرية النشاط وأبحاث العمل التنموي (CATDWR) في جامعة هلسنكي، ونتيجة أيضًا لعمل مايكل كول في معمل الإدراك المعرفي البشري المقارن (LCHC) في حرم جامعة كاليفورينا بسان دييجو.